# نازک‌مرغ گلوسیاه
نازک‌مرغ گلوسیاه (نام علمی: Apalis jacksoni) نام یک گونه از سرده نازک‌مرغ است.